# Grande Oriente di Napoli
Il Grande Oriente di Napoli è stata un'organizzazione massonica fondata nel 1804 nel Regno di Napoli con il nome di "Grande Oriente della Divisione dell'Armata d'Italia esistente nel regno di Napoli", sotto la Gran Maestranza del generale napoleonico e patriota italiano Giuseppe Lechi. Giuseppe Bonaparte ne fu gran maestro fino al 1841.
Nel 1864 questo Grande Oriente si fuse con le altre comunioni italiane dando vita al Grande Oriente d'Italia.